# Кирина, Марина Ивановна
Марина Ивановна Кирина (1913—2002) — советская разведчица, полковник.

## Биография
Родилась 21 февраля 1913 года в селе Кинель-Черкассы Самарской губернии в крестьянской семье. Отец погиб в Первую мировую войну.
В 1929 году Марина окончила среднюю школу-девятилетку и поступила в педагогический техникум в Бугуруслане, где была принята в комсомол. Но через год работала в одной из сельских школ, участвуя в ликвидации безграмотности на деревне. В июле 1937 года окончила Московский педагогический институт иностранных языков. Была распределена в Свердловск, но по рекомендации комсомольской организации вуза была направлена на работу в НКВД, где были необходимы сотрудники с отличным знанием немецкого языка. Немаловажное значение имело то, что во время учебы в институте Марина работала пионервожатой в школе для детей политэмигрантов. Там она познакомилась с выдающимися немецкими писателями-антифашистами — Вилли Бределем, Эрихом Вайнертом, Фридрихом Вольфом, которые являлись членами Коминтерна. Первоначально занималась переводом полученных разведкой материалов; позже встречалась с агентурой, получала и обрабатывала донесения.
С началом Великой Отечественной войны была оставлена в Москве. Принимала участие в чекистских операциях под Москвой, участвовала в допросах немцев, захваченных в плен. После Сталинградской битвы Марина Ивановна вела в Москве работу с немецкими старшими офицерами и генералами, попавшими в плен. Весной 1943 года Кирина вместе с группой оперативных работников НКГБ выехала в специальный лагерь для военнопленных, где содержались генерал-фельдмаршал Фридрих Паулюс и другие немецкие генералы, работала одним из переводчиков Паулюса.
После войны Марина Кирина была переведена на работу в управление нелегальной разведки и в 1946 году выехала в свою первую командировку в Австрию. Вернувшись из Австрии, работала в центральном аппарате разведки, в немецком отделе, который возглавляла Зоя Ивановна Воскресенская-Рыбкина. Затем были командировки в ГДР и Западный Берлин. После возвращения из Германии трудилась в центральном аппарате внешней разведки. В 1965 году находилась в третьей своей зарубежной командировке, работая в нескольких европейских странах. В 1972 году полковник М. И. Кирина вышла в отставку, была членом региональной общественной организации «Ветераны внешней разведки».
Умерла в декабре 2002 года. Фотография Марины Кириной находится в экспозиции Зала истории внешней разведки.

## Награды
- Награждена орденами Красной Звезды и «Знак Почета» (1987), многими медалями, среди которых «За отвагу», «За боевые заслуги», а также нагрудным знаком «Почетный сотрудник государственной госбезопасности» (1970).